# Aneflus cylindricollis
Aneflus cylindricollis är en skalbaggsart som beskrevs av Bates 1892. Aneflus cylindricollis ingår i släktet Aneflus och familjen långhorningar.
Artens utbredningsområde är El Salvador. Inga underarter finns listade i Catalogue of Life.